# Joannes de Latre
Joannes (Jean) de Latre (ook Delatre of Delattre, bijgenaamd Petit Jean of Jean Petit); (Vlaanderen of Luik omstreeks 1505 - Utrecht, 31 augustus 1569) was een polyfonist uit de  Franco-Vlaamse School (kapelmeester en componist).

## Biografie
In het jaar 1544 werd De Latre kapelmeester van de Luikse Sint-Maartenskerk. In hetzelfde jaar werd hij daarenboven aangesteld als succentor aan de hofkapel van de Luikse prins-bisschop Joris van Oostenrijk (tot 1557). In 1563 nam hij een betrekking in Amersfoort aan. Een jaar later was hij weer aan de Luikse Sint-Martenskerk, waar hem in 1565 echter ontslag werd verleend. Daarop trok De Latre naar Utrecht, waar hij vermeld wordt als kanunnik (verbonden aan de Sint-Janskerk en de Buurkerk). Daar was hij kennelijk ook muzikaal actief en hij verbleef er tot aan zijn dood.

## Oeuvre
Talrijke vocale werken zijn van hem bewaard gebleven, waaronder 25 meerstemmige Lamentaties en 30 vierstemmige wereldlijke liederen.
In 1554 verscheen bij de Maastrichtse boekdrukker Jacob Baethen een muziekwerk van De Latre, genaamd Lamentationes aliquot Ieremiae, dat opgedragen was aan de proost van het Sint-Servaaskapittel, de latere aartsbisschop van Keulen Anton van Schaumburg. Dit drukwerkje bevindt zich thans in een bibliotheek in Heilbronn en behoort bij de belangrijkste muziekdrukwerken uit deze periode.
Een bijzondere bundel liederen verscheen in 1563 in Düsseldorf, bij Johannes Oridryus, (de vroegere rector van de Latijnse school in Amersfoort), en diens neef Albertus Buysius, onder de titel Cantionum musicarum quae diversis vocibus diversoque diomate gallico et teutonico ombnibus instrumentis musicis attemperatae sunt, liber unus nunc primum in lucem editus Verdere delen zijn niet bekend. De opmerkelijke inhoud bestaat uit wereldlijke liederen in het Frans en het Nederlands, Nederlandse kerstliederen en een drinklied in een mengeling van Nederlands en Latijn. De bundel werd opgedragen aan Willem van Oranje. Het enige bewaarde exemplaar van deze bundel is echter onvolledig.
Een voorbeeld van een door De Latre meerstemmig gezet lied, op tekst van Conradius Sylvius, waarin Nederlandse en Franse tekst wordt afgewisseld:
| Prenez plaisir ghij gheesten amoreus (tekst van Conradius Sylvius) |
| --- |
| Prenez plaisir ghij gheesten amoreus, En zouckt den keest [=de kern] d'amyable[!] musicque. Touchez la bien weet ock coragieus, Is teerste swaer s'amendra par praticque, Joye chercez want die verhuecht den man. Amersfort plaisant ne sois melancholique, Ne vous fauldra te dienen Petit Jan. Doulceur cherchant in al sijn fantasie, Een melodie faisant a six a quatre. Laissant le dur gheesst goede harmonije, Als wel geleert de soy en chant esbatre. Tousiours dehait geheel van herten blije, Rustich int werck & non opiniastre. Es recht den gheest de Petit Jan de Latre," |

## Bron
- 'De meerstemmige Nederlandse liederen van de vijftiende en zestiende eeuw', Jan Willem Bonda, Uitgeverij Verloren, Hilversum, 1996, ISBN 90-6550-545-8

- Bibliothèque nationale de France: cb134868415 (data)
- Gemeinsame Normdatei: 122685164
- International Standard Name Identifier: 0000 0000 8118 6441
- Library of Congress Control Number: n82246096
- MusicBrainz: e40734bd-0760-4094-8368-eda9e4e268fb
- Nederlandse Thesaurus van Auteursnamen: 096170816
- Système universitaire de documentation: 146824709
- Virtual International Authority File: 39529528
- WorldCat: E39PBJtcDgbWQGtFxTkc46bfMP